# Remanence
Magnetická remanence (z lat. remanet, zůstává) je zbytková magnetizace, kterou si podrží feromagnetický materiál (například ocel), když na něj přestane působit vnější magnetické pole.

## Výklad

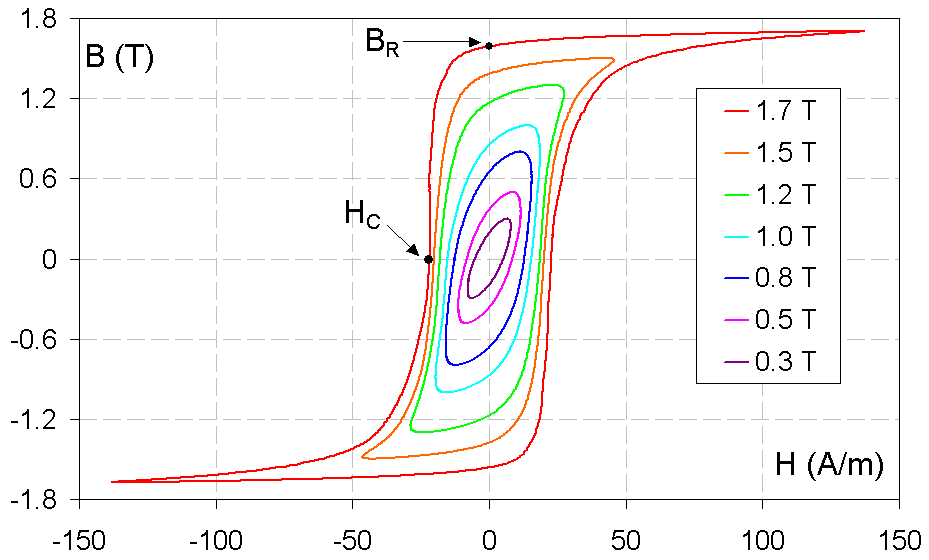
Sada hysterezních křivek běžné oceli. Když intenzita budicího magnetického pole H poklesne na nulu, materiál si zachová remanentní magnetizaci B_{R}

Magnetické vlastnosti feromagnetických materiálů se znázorňují hysterezní křivkou, která zobrazuje vztah mezi intenzitou vnějšího magnetického pole H (v A/m) a magnetickou indukcí B (v T). Na vedlejším grafu si ocel, na kterou působila maximální síla pole 140 A/m, při poklesu této síly na 0 A/m zachová remanentní (zbytkovou) magnetizaci BR. K odstranění této remanence je třeba aplikovat vnější pole opačné polarity s intenzitou Hc (koercitivní síla).

## Význam
Při některých technických aplikacích se vyžaduje vysoká remanence, při jiných naopak nízká.
Vysoká remanence je třeba u permanentních magnetů a zejména u všech magnetických záznamových médií, jako jsou magnetické pásky, disky, diskety a podobně. Záznam, který vzniká zmagnetováním jednotlivých zrnek materiálu, musí zůstat, i když magnetovací pole zmizelo.
Naopak nízká magnetická remanence je žádoucí u jader elektromagnetů, relé, elektromotorů, transformátorů, tlumivek a jiných silnoproudých zařízení na střídavý proud, kde se materiál přemagnetovává a jeho remanence tak působí ztráty.